# Chwastówka (zwyczajna)
Chwastówka (zwyczajna) (Cisticola juncidis) – gatunek małego, krótkoskrzydłego ptaka z rodziny chwastówkowatych (Cisticolidae), wcześniej zaliczany do pokrzewkowatych.

## Zasięg występowania
Występuje we Francji, na Półwyspie Iberyjskim, w południowej i południowo-wschodniej Europie, w Afryce (poza pustyniami), na Bliskim Wschodzie, w południowej, południowo-wschodniej i wschodniej Azji oraz północnej Australii i na południowej Nowej Gwinei. Na większości obszaru osiadły, lecz wschodnioazjatycka populacja migruje w zimie w cieplejsze rejony. Ptak ten nigdy nie był stwierdzony w Polsce.

## Wygląd
Chwastówka zwyczajna posiada czarniawy, schodkowany ogon z jasnym obrzeżeniem na końcu. W okresie godowym samce mają bardzo ciemne, podłużne plamy na grzbiecie, natomiast ich szata spoczynkowa podobna jest do tej u samic, nieznacznie kreskowana. Spód ciała bladożółty, przy czym u samic kolor jest mocniejszy.
Jest to mały ptak, długość jego ciała wynosi około 10 cm. Masa ciała: samce 7–12 g, samice 5–8 g.

## Ekologia i zachowanie

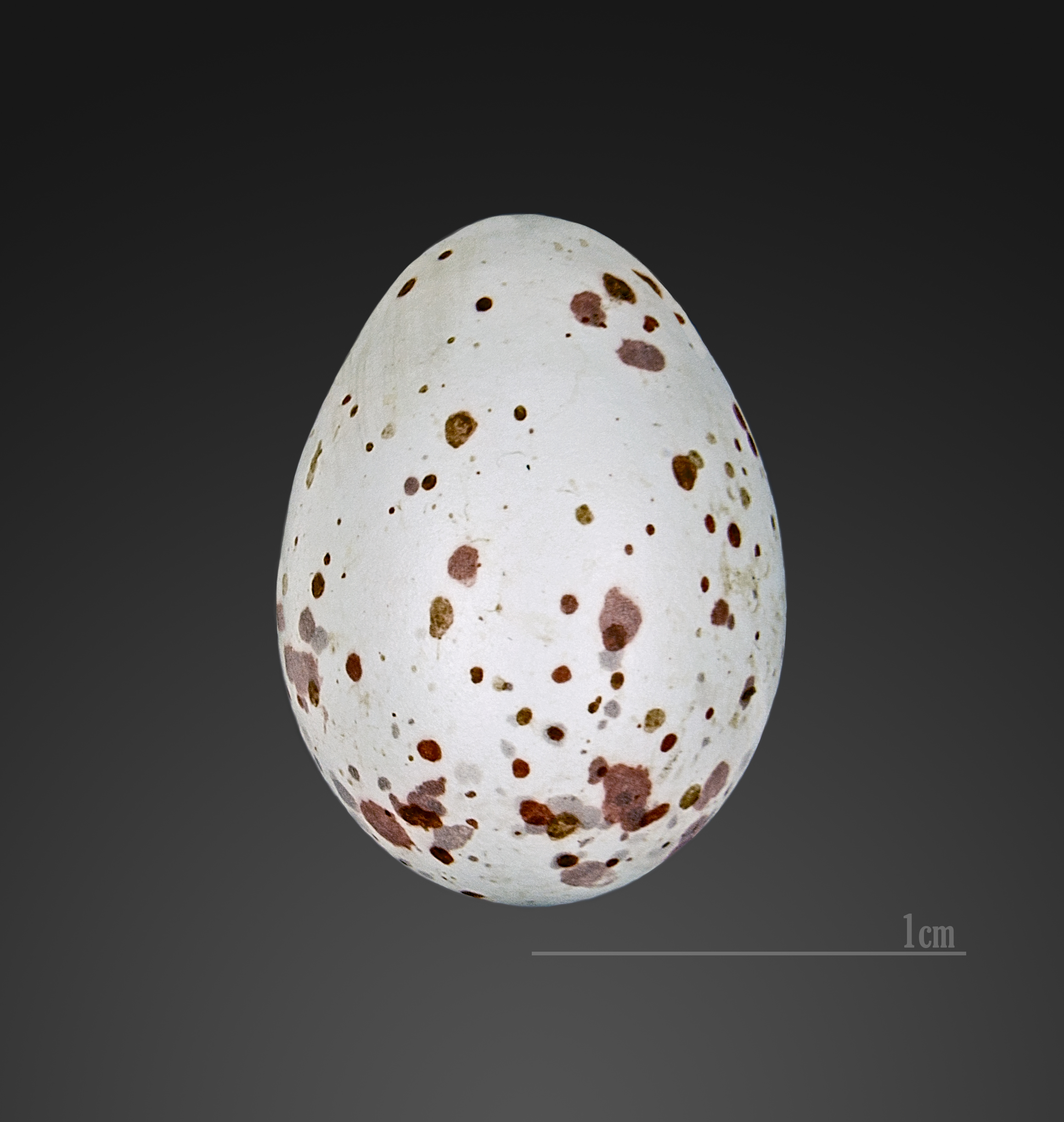
Jajo z kolekcji muzealnej

Jest skryta, a jednocześnie ciekawska.
Biotop
Przebywa na wilgotnych łąkach oraz polach obsianych zbożem, zazwyczaj w pobliżu wody.
Rozród
W Europie lęgi trwają zwykle od marca do września. Większość samców jest poligamiczna. Samiec buduje gniazdo nisko w bagnistej roślinności i jest to wydłużona konstrukcja w kształcie gruszki lub butelki z wejściem na szczycie lub w jego pobliżu. Zbudowane jest z traw związanych pajęczynami, a wyściółkę stanowią pajęczyny, kwiaty, sierść i puch. W zniesieniu zwykle 4–6 jaj. Wysiadywaniem zajmuje się samica przez 11–15 dni, sporadycznie jest w tym czasie dokarmiana przez samca. Karmieniem piskląt również zajmuje się samica. Młode są w pełni opierzone po 11–15 dniach od wyklucia, są jednak nadal zależne od samicy przez kolejne 10–20 dni.
Pożywienie
Cisticola juncidis żywi się delikatnymi pająkami i owadami. Chwyta je podczas lotu przez gęstwinę liści i gałązek. Niekiedy zjada też ślimaki czy nasiona traw.

## Systematyka
Wyróżniono kilkanaście podgatunków C. juncidis:
- C. juncidis cisticola – zachodnia Francja, Półwysep Iberyjski, Baleary i północno-zachodnia Afryka.
- chwastówka zwyczajna, chwastówka[5] (C. juncidis juncidis) – południowa Francja na wschód przez Bałkany i Grecję do Turcji i Syrii, także Egipt i duże wyspy Morza Śródziemnego.
- C. juncidis uropygialis – Senegal i Gambia do Etiopii, Rwandy, Tanzanii i Nigerii. Proponowany podgatunek perennius uznany za jego synonim.
- chwastówka ziemna[5] (C. juncidis terrestris) – Gabon i Kongo do południowej Tanzanii i na południe do RPA.
- C. juncidis neuroticus – Cypr, Liban i Izrael do zachodniego Iranu.
- C. juncidis cursitans – wschodni Afganistan do północnej Mjanmy i południowych Chin i na południe do południowo-wschodnich Indii oraz suche niziny Sri Lanki.
- C. juncidis salimalii – południowo-zachodnie Indie.
- C. juncidis omalurus – Sri Lanka (oprócz suchych nizin).
- chwastówka wschodnia[5] (C. juncidis brunniceps) – południowa Korea, Japonia i Batan (północne Filipiny).
- chwastówka dzwoniąca[5] (C. juncidis tinnabulans) – południowo-wschodnie Chiny i Tajwan do Tajlandii, Indochin i Filipin (oprócz Batanu i Palawanu).
- C. juncidis nigrostriatus – Palawan.
- C. juncidis malaya – Nikobary, południowo-wschodnia Mjanma, południowo-zachodnia Tajlandia, Półwysep Malajski i Wielkie Wyspy Sundajskie.
- C. juncidis fuscicapilla – wschodnia Jawa, Wyspy Kangean i Małe Wyspy Sundajskie.
- C. juncidis constans – Celebes i pobliskie wyspy.
- C. juncidis leanyeri – północno-środkowa Australia.
- C. juncidis normani – północno-zachodni Queensland.
- C. juncidis laveryi – północno-wschodnia Australia, południowo-środkowa Nowa Gwinea.

## Status
Międzynarodowa Unia Ochrony Przyrody (IUCN) uznaje chwastówkę zwyczajną za gatunek najmniejszej troski (LC – least concern) nieprzerwanie od 1988 roku. Całkowita liczebność światowej populacji nie została oszacowana; według danych BirdLife International z 2015 roku samą Europę (wraz całą Turcją) zamieszkuje 922 000 – 2 140 000 par lęgowych. Trend liczebności populacji uznawany jest za wzrostowy.